# Holz (Bergisch Gladbach)
Der Weiler Holz war ein Ortsteil von Bensberg. Er lag auf dem Gebiet des heutigen Stadtteils Bockenberg von Bergisch Gladbach.

## Lage
Holz befand sich im Königsforst auf einer Lichtung, wo der Wahlbach die Straße von Bensberg nach Forsbach auf der östlichen Seite unterquert.

## Geschichte
Im Urkataster ist der Weiler Holz 1827 als Aufm Holz eingetragen. Zu dieser Zeit gab es hier acht Gebäude. Sie lassen auf insgesamt drei Gehöfte schließen. Die Parzellengrenzen wie auch die Revierbezeichnung Auf dem Holz sind bis heute erhalten geblieben. Im Volksmund wird die Lichtung Holzer Wieschen genannt. Auf der Wanderkarte Königsforst und anschließendes Bergisches Land von 1941 ist der Ort noch verzeichnet. Es ist aber nicht bekannt, wann die letzten Gebäude abgeräumt worden sind.
Die Topographia Ducatus Montani des Erich Philipp Ploennies, Blatt Amt Porz, belegt, dass der Wohnplatz 1715 als zwei gemeine Höfe kategorisiert wurde und mit Hols bezeichnet wurde.
Carl Friedrich von Wiebeking benennt die Hofschaft auf seiner Charte des Herzogthums Berg 1789 als Holtz. Aus ihr geht hervor, dass Holz zu dieser Zeit Teil der Honschaft Bensberg im Kirchspiel Bensberg war.
Unter der französischen Verwaltung zwischen 1806 und 1813 wurde das Amt Porz aufgelöst und Holz wurde politisch der Mairie Bensberg im Kanton Bensberg zugeordnet. 1816 wandelten die Preußen die Mairie zur Bürgermeisterei Bensberg im Kreis Mülheim am Rhein.
Der Ort ist auf der Topographischen Aufnahme der Rheinlande von 1824 und auf der Preußischen Uraufnahme von 1840 verzeichnet. Ab der Preußischen Neuaufnahme von 1892 ist er auf Messtischblättern regelmäßig als Holz oder ohne Namen verzeichnet. Auf der TK25 von 1936 sind keine Häuser mehr an der Stelle abgebildet.
Aufgrund des Köln-Gesetzes wurde die Stadt Bensberg mit Wirkung zum 1. Januar 1975 mit Bergisch Gladbach zur Stadt Bergisch Gladbach zusammengeschlossen. Dabei wurde auch das Gebiet von Holz Teil von Bergisch Gladbach.
| Jahr | Einwohner | Wohngebäude | Kategorie  | Politische / kirchliche Zugehörigkeit                 |
| ---- | --------- | ----------- | ---------- | ----------------------------------------------------- |
| 1822 | 12        |             | Bauergut   | Bürgermeisterei Bensberg, Kirchspiel Bensberg         |
| 1830 | 15        |             | Bauerngut  | Bürgermeisterei Bensberg, Pfarrgemeinde Bensberg      |
| 1845 | 13        | 3           | Bauergüter | Bürgermeisterei Bensberg, Pfarre Bensberg             |
| 1871 | 15        | 2           | Hofstelle  | Bürgermeisterei Bensberg                              |
| 1885 | 25        | 3           | Ortschaft  | Bürgermeisterei Bensberg, Kirchspiel Bensberg         |
| 1895 | 8         | 1           | Ortschaft  | Bürgermeisterei Bensberg, Kirchspiel Bensberg         |
| 1905 | 10        | 2           | Ortschaft  | Bürgermeisterei Bensberg, katholische Pfarre Bensberg |